# Tsundí (Mekhelta)
|  | Per a altres significats, vegeu «Tsundí». |

Tsundí (en rus: Цунди) és un poble del Daguestan, a Rússia, que en el cens del 2010 tenia 368 habitants. Pertany al districte rural de Mekhelta.